# Маркес, Леонардо
Леона́рдо Ма́ркес Арау́хо (исп. Leonardo Márquez Araujo; 8 января 1820 — 5 июня 1913) — мексиканский военный. В 1862 году присоединился к французам для создания Второй Мексиканской империи.

## Детство и молодость
Родился в Мехико 20 января 1820 года в семье капитана Кайетано Маркеса и Марии де ла Лус Араухо. 15 января 1830 года в возрасте десяти лет поступил в армию в качестве кадета Президентской роты в Лампасос-де-Наранхо, где его отец служил капитаном. Во время вторжения США, отличился в сражении при Буэна-Висте сражаясь в штыковую и захватив вражеские позиции 22-23 февраля 1847 года. Был сторонником президента Санта-Анны. После падения Санта-Анны поддержал Мигеля Мирамона и Феликса Марию Сулоага против Бенито Хуареса.

## Война за реформу
Во время войны за реформу сражался в рядах армии консерваторов. В качестве награды за победу над либералами в Битве при Такубайе был произведён в звание дивизионного генерала 11 апреля 1859 года президентом Мигелем Мирамоном. Получил прозвище El tigre de Tacubaya (Тигр Такубайи) за расстрел пленных, который он совершил после своей победы, хотя впоследствии он утверждал, что сделал это по приказу Мирамона. На нём также висит ответственность за приказ о расстреле дона Мельчора Окампо и генерала Леандро Валье.
Другая версия гласит, что своё прозвище Тигр Такубайи получил, когда по наказу священника Франсиско Хавьера Миранда приказал расстрелять группу студентов-медиков, оказывавших помощь и лечивших раненых из армии либералов.

## Французская интервенция

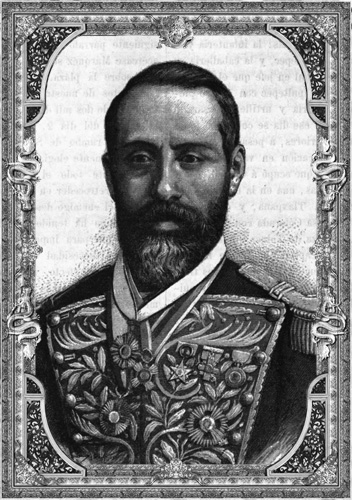

Во времена Второй Мексиканской империи был одним из главных военачальников консерваторов. Максимилиан I поставил его во главу армии империи. В 1863 году ему была поручена чрезвычайная миссия в Константинополе. Вернувшись в 1866 году, когда французы уже ушли из Мексики организовал императорскую армию, чтобы сохранить империю. В октябре 1866 года Максимилиан назначил его командиром дивизии, а в 1867 году начальником генштаба, сделав его наместником империи. В марте того же года он был отправлен в Мехико, чтобы собрать войска для снятия осада Керетаро, города осаждённого республиканскими войсками. Поняв, что это невозможно, он покинул город с намерением создать независимое правительство консерваторов в южных штатах со столицей в Пуэбле, но был разбит генералом Диасом, не сумев достичь этого города. Вернувшись в Мехико и оказавшись в осаде сил Диаса, взявших город 21 июня 1867 года, скрывался несколько месяцев, после чего переодевшись пастухом, добрался до Веракруса, откуда и отплыл до Гаваны. Был официально исключён из амнистии 1870 года.
В 1895 году Мануэль Ромеро Рубио, тесть президента Порфирио Диаса добился помилования Маркеса. Он смог вернуться в Мексику, однако в 1901 году вновь уехал в Гавану и умер там в 1913 году в возрасте 93 лет.